# Wielka Triada
Wielka Triada – nazwa własna grupy chuliganów w Polsce identyfikujących się z drużynami piłkarskimi Arki Gdynia, Cracovii i Lecha Poznań, mającej na celu stworzenie wspólnego frontu przeciwko kibicom drużyn uznanych za „wrogie”. Przeciwko „Wielkiej Triadzie” wymierzone było porozumienie kibiców Lechii Gdańsk, Wisły Kraków i Śląska Wrocław tzw. Trzej Królowie Wielkich Miast (TKWM), które rozpadło się w czerwcu 2016 roku. Podczas meczów z udziałem tych drużyn dochodziło czasem do ustawek oraz bójek.